# Nekromania
|  | Denne artikel er oprettet af botten Steenthbot ud fra en ekstern database. Den kan derfor have sproglige fejl eller mangler. Denne skabelon kan fjernes efter kontrol af indholdet. |

Nekromania er en dansk kortfilm fra 2013 instrueret af Kasper Juhl.

## Medvirkende
- Sigrid Egre, Død pige
- Gry Henriette Søholm Jørgensen, Lisa
- Sune Kiefer, Danni